# Андроникова кула
Андрониковата кула (на гръцки: Πύργος Ανδρόνικου) е средновековно отбранително съоръжение, разположено в град Валовища (Сидирокастро), Северна Гърция.

## История
Кулата е построена по византийско време в XIV век. Наречена е на византийския император Андроник III Палеолог, който обновява Валовищката крепост. Разположена е под крепостта, на брега на Белица (Крушовската река) и е охранявала моста Ставрос на реката.